# Comté de Valley (Montana)
Pour les articles homonymes, voir Comté de Valley.
Le comté de Valley est un des 56 comtés de l’État du Montana, aux États-Unis. En 2010, la population était de 7 369 habitants. Son siège est Glasgow. Le comté a été fondé en 1893.

## Géolocalisation
|                   | Saskatchewan, Canada | Comté de Daniels   |
| Comté de Phillips | Comté de Valley      | Comté de Roosevelt |
|                   | Comté de Garfield    | Comté de McCone    |

## Principales villes
- Fort Peck
- Glasgow
- Nashua
- Opheim